# Nguyễn Thành Công
Nguyễn Thành Công là một chính trị gia người Việt Nam. Ông hiện là đại biểu Quốc hội Việt Nam khóa XIV nhiệm kì 2016-2021, thuộc đoàn đại biểu Quốc hội tỉnh Ninh Bình, Phó Trưởng ban Ban phát triển kinh tế công nghiệp tỉnh Ninh Bình, Ủy viên Ủy ban Kinh tế của Quốc hội. Ông đã trúng cử đại biểu Quốc hội năm 2016 ở đơn vị bầu cử số 1, tỉnh Ninh Bình gồm có thành phố Ninh Bình và các huyện: Nho Quan, Gia Viễn, Hoa Lư.

## Xuất thân
Nguyễn Thành Công quê quán Đông Anh, thành phố Hà Nội.

## Giáo dục
- Giáo dục phổ thông: 12/12
- Thạc sỹ kinh tế
- Cao cấp lí luận chính trị

## Sự nghiệp
Ông gia nhập Đảng Cộng sản Việt Nam vào ngày 13/06/2003.
Khi ứng cử đại biểu Quốc hội Việt Nam khóa XIV vào tháng 5 năm 2016 ông đang là Phó Trưởng ban Ban phát triển kinh tế công nghiệp tỉnh Ninh Bình, làm việc ở Ủy ban nhân dân tỉnh Ninh Bình, có bằng cao cấp lí luận chính trị.
Ông đã trúng cử đại biểu Quốc hội năm 2016 ở đơn vị bầu cử số 1, tỉnh Ninh Bình gồm có thành phố Ninh Bình và các huyện: Nho Quan, Gia Viễn, Hoa Lư, được 290.111 phiếu, đạt tỷ lệ 86,97% số phiếu hợp lệ.
Ông hiện là Phó Trưởng ban Ban phát triển kinh tế công nghiệp tỉnh Ninh Bình, Ủy viên Ủy ban Kinh tế của Quốc hội.